# Västersjön (Grundsunda socken, Ångermanland)
Västersjön är en sjö i Örnsköldsviks kommun i Ångermanland och ingår i Husåns huvudavrinningsområde. Sjön har en area på 0,229 kvadratkilometer och ligger 78 meter över havet. Sjön avvattnas av vattendraget Husån.

## Delavrinningsområde
Västersjön ingår i det delavrinningsområde (704821-166669) som SMHI kallar för Utloppet av Västersjön. Medelhöjden är 89 meter över havet och ytan är 3,41 kvadratkilometer. Räknas de 101 avrinningsområdena uppströms in blir den ackumulerade arean 524,42 kvadratkilometer. Avrinningsområdets utflöde Husån mynnar i havet. Avrinningsområdet består mestadels av skog (54 procent) och sankmarker (35 procent). Avrinningsområdet har 0,23 kvadratkilometer vattenytor vilket ger det en sjöprocent på 6,7 procent.